# Berlini fal

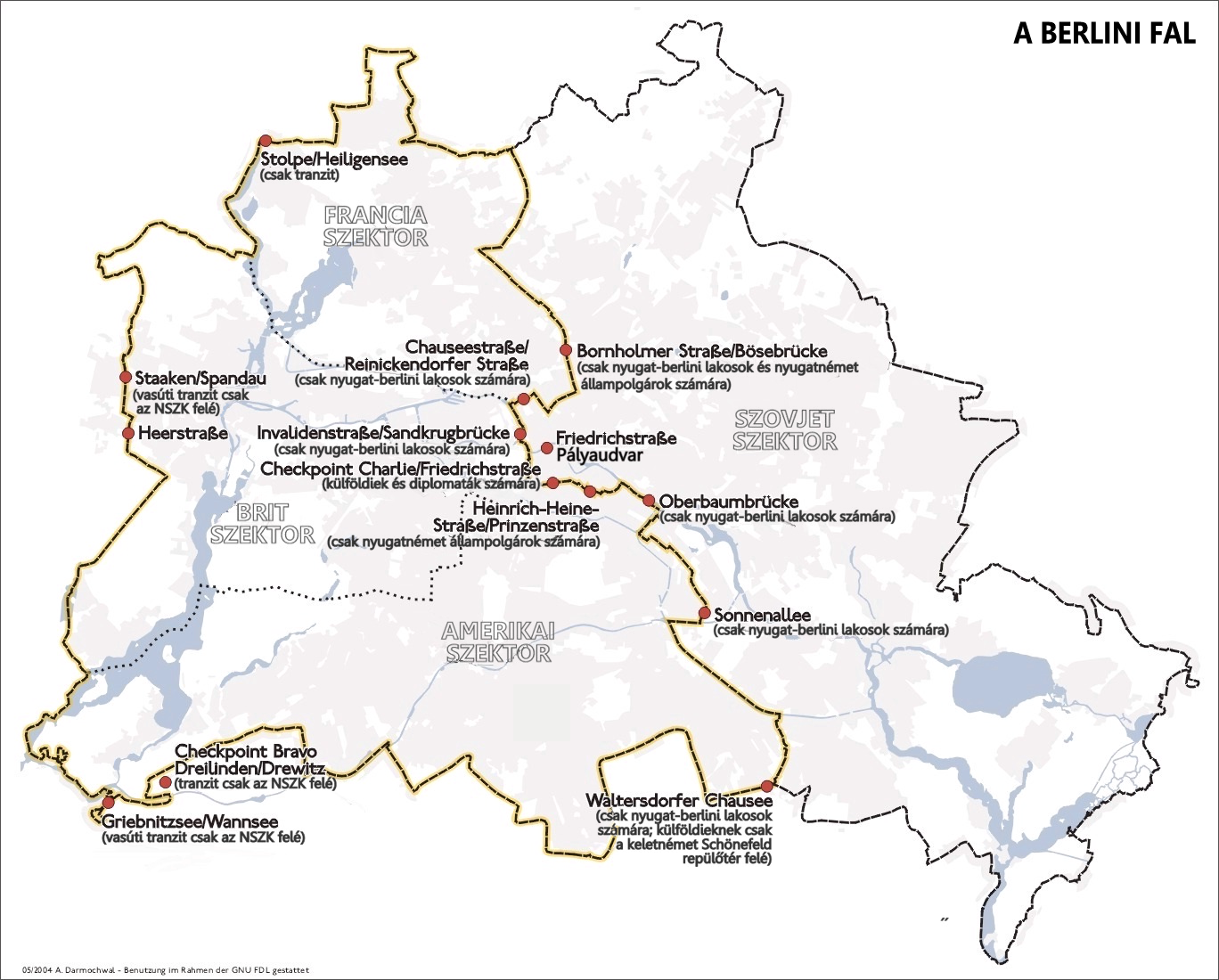
A fal elhelyezkedése és a határátkelőhelyek

Térkép Nyugat-és Kelet-Berlin, határátkelők, metró hálózatok (interaktív térkép)

A berlini fal (hivatalos keletnémet nevén: Antifaschistischer Schutzwall, azaz Fasisztaellenes Védőfal; eközben nyugaton pedig Die Berliner Mauer vagy Die Mauer, azaz a Fal néven volt ismert) a Nyugat-Berlint körülvevő határépítmény volt Kelet-Berlin és az NDK területén. 1961 és 1989 között létezett. A hidegháború alatt a kettéosztott Berlin Európa megosztottságának és az elnyomásnak egyik fő szimbólumává vált.
1961. augusztus 13-án szögesdróttal választották el Berlin keleti és nyugati felét. Ezt a szögesdrótot váltotta fel később a betonból épült és védelmi zónákkal határolt fal. Létezésének szűk három évtizede alatt a fal egyre kifinomultabb, a szökést szinte teljesen lehetetlenné tevő határzárrá alakult át. Számos szökési kísérlet végződött a menekülők halálával. A fal 1989-es leomlása a hidegháború befejeződésének emblematikus dátumává változott. 1989. november 9-én a berlini fal leomlása után, Helmut Kohl előterjesztett egy tízpontos programot a két Németország egyesítésére. A létesítmény legnagyobb részét a két német állam egyesülése után lebontották, napjainkban már csak egyes szakaszai láthatóak.

## A berlini fal története

### Berlin a fal építése előtt

A felosztott Berlin

A Berlinen keresztül emigráló NDK-polgárok száma egy évtized alatt

1945 májusában Franciaország, Nagy-Britannia, a Szovjetunió és az Egyesült Államok szövetsége győzelmet aratott a nemzetiszocialista Németország felett. A Berlint elfoglaló szovjet hadsereg a város nyugati területének megszállási feladatait átadta a nyugati szövetségeseinek. Berlin területének 53,9%-a, míg népességének 62,9%-a került a nyugati államok ellenőrzése alá.
A Szovjetunió és az Egyesült Államok 1945 után fokozatosan szembefordult egymással. A kezdődő hidegháború része volt az a földrajzi pozícióharc is, melynek keretében a Szovjetunió megkísérelte elérni, hogy a nyugati szövetségesek adják fel berlini megszállási zónáikat. A szovjet megszállási övezet nyugati határán 1947-re fokozatosan kiépült a műszaki határzár, a korabeli politikai szóhasználatban a "vasfüggöny". 1948 nyarán az NSZK-ban (vagyis Nyugat-Németországban) végrehajtott valutareform miatt a Szovjetunió lezárta a berlini belnémet határt. A berlini blokád idején a nyugati szövetségesek légi úton gondoskodtak a város ellátásáról. A blokád csak 10 hónapig akadályozta az áruforgalmat a két városrész között, 1949 májusában újból szabaddá vált az átkelés. Hamarosan azonban újabb szigorítás lépett életbe. 1952-től nyugat-berlini lakosok nem léphettek be az NDK-ba.
Az NDK kikiáltása után Németország keleti felében a mind rosszabbá váló életkörülmények mellett a hatalom egyre keményebben lépett fel a sztálinista mintájú társadalom kiépítése érdekében. Ezzel egy időben az NSZK-ban növekedni kezdett az életszínvonal, kiépült a liberális demokrácia intézményrendszere. A romló kilátások elől a keletnémetek évről évre jelentős számban távoztak a nyitott berlini határokon keresztül nyugatra. A legmagasabbra a Sztálin halála után kirobbanó tüntetések erőszakos elfojtása után szökött a kivándorlók száma, akkor néhány hónap leforgása alatt 200 000 német hagyta el Kelet-Németországot. 1949 és 1960 között az NDK 17 millió lakosa közül összesen 2,6 millió települt át az NSZK-ba, míg az ország összlakossága több mint 1 millió fővel csökkent. A határ lezárása előtti napokban már napi 1500–1900 menekültet regisztráltak a nyugat-berlini menekülttáborokban.
| Év   | Menekültek száma |  | Év   | Menekültek száma |  | Év    | Menekültek száma |
| ---- | ---------------- |  | ---- | ---------------- |  | ----- | ---------------- |
| 1949 | 59 245           |  | 1954 | 184 198          |  | 1959  | 143 917          |
| 1950 | 197 788          |  | 1955 | 252 870          |  | 1960  | 199 188          |
| 1951 | 165 648          |  | 1956 | 279 189          |  | 1961* | 207 026          |
| 1952 | 182 393          |  | 1957 | 261 622          |  |       |                  |
| 1953 | 331 390          |  | 1958 | 204 092          |  |       |                  |

*1961. augusztus 13-ig
Az 1950-es évek közepén az NDK gazdasága is fejlődésnek indult. Az újjáéledő ipar számára súlyos csapás volt a fiatal és szakképzett munkaerő tömeges kivándorlása. Az NDK gazdaságára furcsa módon pozitív hatással is volt a nyitott berlini határ. 50 000 kelet-berlini dolgozott Nyugat-Berlinben, az ő fizetésük volt az NDK egyik legfőbb valutaforrása. A politikai vezetés azonban bizalmatlansággal tekintett az ingázókra. Egyre több intézkedéssel büntették a nyugati munkavállalást. (Példaként: az ingázóknak nyugati márkában kellett a lakbérét leróniuk, amelynek értéke a keleti márkában fizetett lakbér négyszerese volt.)

### A fal építése
Jelentéseink szerint a pankowi rezsim azon fáradozik, hogy Moszkva beleegyezését a jelenleginél hatékonyabb intézkedések bevezetéséhez – ide értve a berlini szektorhatárok lezárását, illetve az S-Bahn és a metróvonalak elvágását is – megszerezze. […] Nem maradt más hátra, mint kivárni, […] hogy Ulbricht Moszkvában mennyire volt képes az említett követeléseit elfogadtatni.

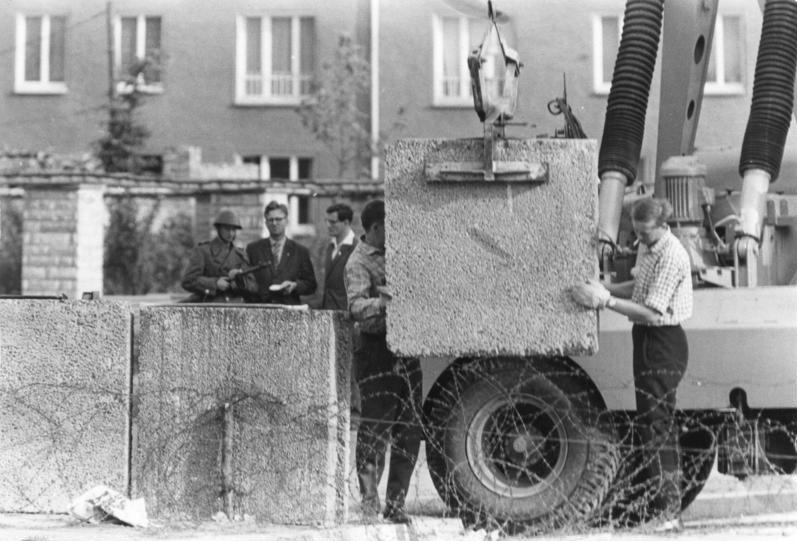
Falépítés Berlinben; 1961 augusztusa. A kép előterében megfigyelhetők a határzárás első óráiban kihúzott szögesdróttekercsek, a Fal 1. generációs változatára jellemző, kb. 1 m²-es (eredetiben barnás színű) falazóelemek. A háttérben balra az NDK Néphadseregének egyik katonája (sisakban és PPS–41 géppisztollyal). A képen látható objektumok mind NDK területen vannak, a felvétel nyugati oldalról készült

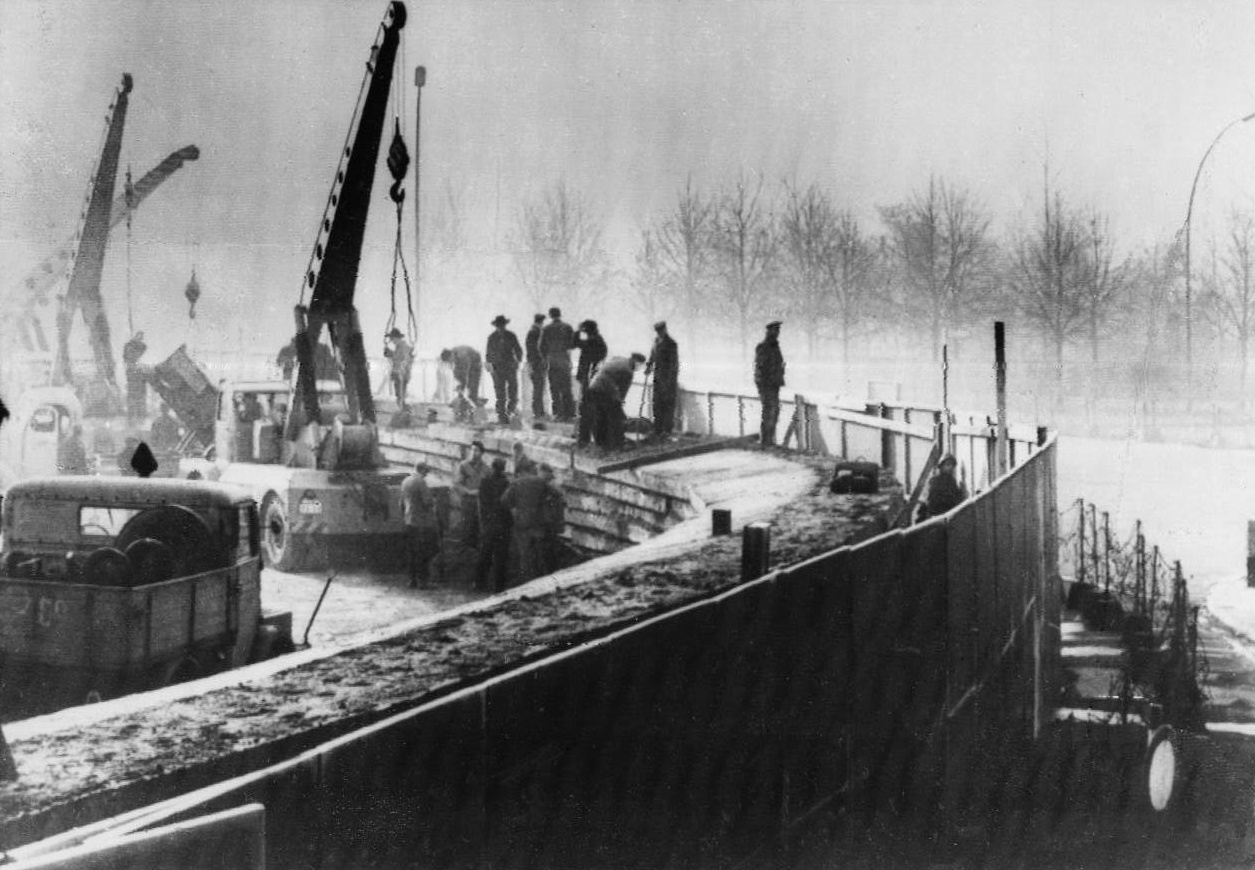
1961. november 20-i munkák

1961 nyarán az NDK népességvesztése már havi 30 000 fő fölé ugrott. Az NDK kormányán növekedett a nyomás, hogy az állam demográfiai összeomlását a berlini belnémet határ lezárásával akadályozza meg. Walter Ulbricht 1961. június 15-én egy nyugatnémet újságírónő kérdésére tagadólag válaszolva („Niemand hat die Absicht, eine Mauer zu errichten”, azaz „Senkinek sincs szándékában falat építeni”)  először használta a „fal” kifejezést. A műszaki határzár építéséhez Ulbrichtnak azonban szüksége volt Hruscsov szovjet pártfőtitkár beleegyezésére. Az engedélyt Ulbricht a Varsói Szerződés tagállamainak augusztus 3. és 5. közötti moszkvai konferenciáján próbálta meg megszerezni. Augusztus 12-én a keletnémet pártvezetők értekezletén Ulbricht közölte, hogy az egyre nagyobb méreteket öltő menekültáradat miatt szükségessé vált – egy nem pontosan meghatározott napon, de 14 napon belül – a berlini belnémet határ lezárása.
Augusztus 12-éről 13-ra virradó éjjel az NDK különböző fegyveres egységei, együttesen 15 000 főnyi csapaterővel lezárták a nyugati szektoroknak a szovjet szektorral, illetve az NDK területével érintkező határait. Az utcákon a szektorhatárok közvetlen közelében, azokkal párhuzamosan, de még NDK-területen először szögesdróttekercseket húztak ki, amelyekkel a gyalogos- és járműforgalom nagy része számára elvágták az átjárás lehetőségét. A drótakadályok előtt pár méterrel árkot ástak keresztbe az utcákon, hogy a kordon autókkal való áttörését megakadályozzák. Ezt követően elsősorban az NDK vidéki területei és a nyugati szektorok között húzódó határszakaszon (a korábbi zónahatáron), de helyenként a város belterületén is könnyű betonoszlopokra feszített, kb. 2 méter magas fonatos drótkerítést is telepítettek, a vidékiesebb szakaszokon kettős kiépítésben. Ezekben a munkákban a fegyveres testületek mellett NDK-s munkásmilicisták és önkéntesek is részt vettek.
A szovjet szektorban a határvonaltól beljebb, mélységi zárást és forgalomelterelést alkalmaztak, a nyugati szektorok felől az átjárást elsősorban a szögesdróttekercsek és a közvetlenül mögéjük felállított őrség akadályozta meg. Az eredetileg 80 átkelőhely közül csak 12-t hagytak nyitva. Elvágták a városi gyorsvasút és a metró összeköttetéseit is. Csak a friedrichstrassei állomás maradt meg, ahol egy határállomást alakítottak ki. Augusztus 15-én éjjel Szászországból érkező építőipari munkások fegyveres felügyelet mellett elkezdték az addig felállított drótakadályok bontását és a betonelemekből álló fal felépítését. A készenléti rendőrség egy 19 éves tagja, Conrad Schumann, akit a munkálatok felügyeletére rendeltek a Ruppiner Straße és a Bernauer Straße sarkára, átugrotta a szögesdrót-akadályt, és Nyugat-Berlinbe szökött. A fal a szovjet és a nyugati (francia, brit és amerikai) szektorok határa mentén, de NDK-területen épült.
A váratlan határzárás Berlin lakosságát mindkét oldalon sokkolta. Családok tagjai kerültek a kordon ellenkező oldalaira, százak nem tudtak eljutni a munkahelyükre vagy rokonaikhoz. Az első órákban a határszakaszokon és a lezárt korábbi átkelőknél emiatt viták alakultak ki és atrocitások történtek. A kordont a biztosítás ellenére számos esetben átlépték: az építkezés ideje alatt 85 keletnémet katona szökött nyugatra az épülő falon át, míg 800 polgári személy is sikerrel menekült el az NDK-ból.

### Reakciók

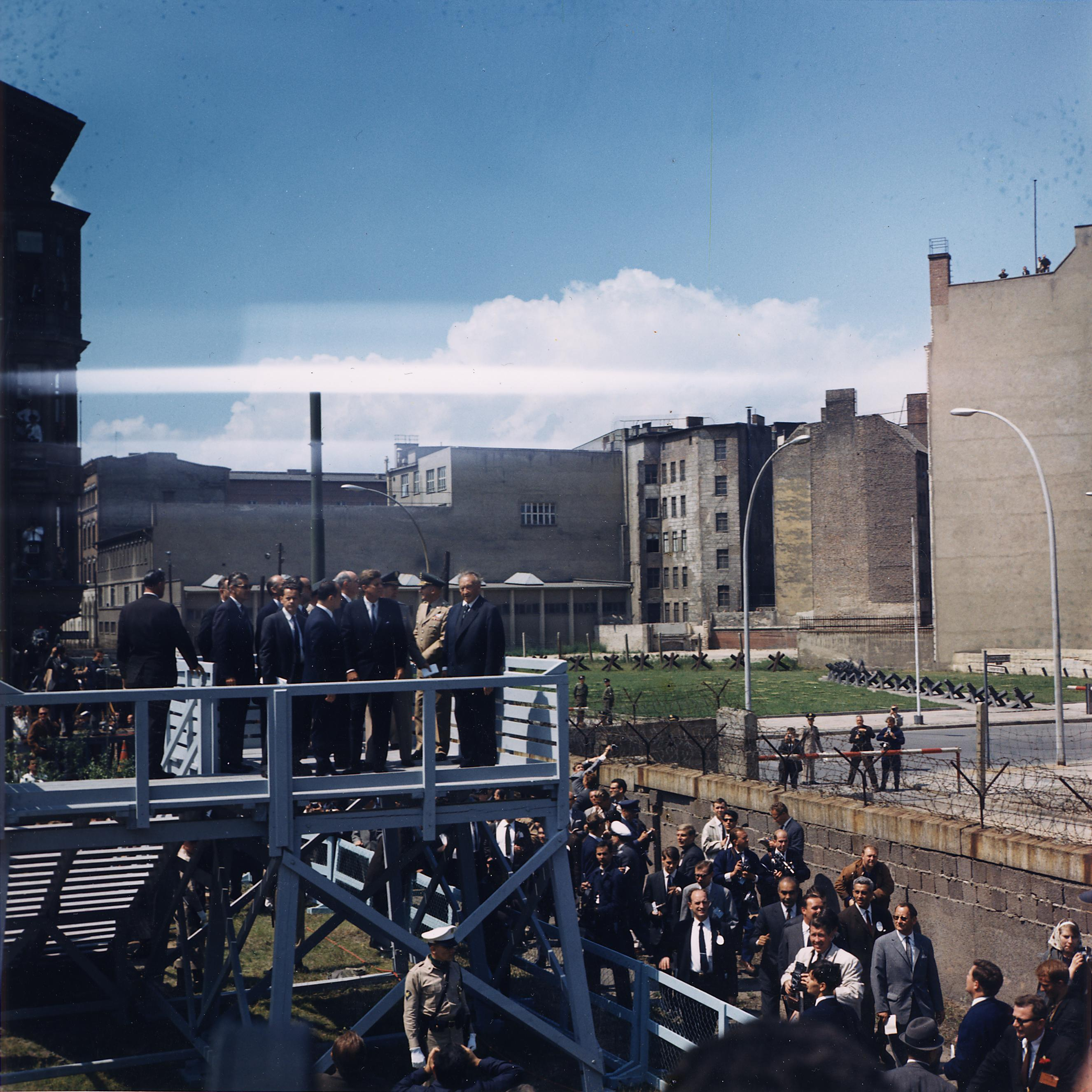
Kennedy látogatása a Falnál 1963-ban

A nyugati diplomácia nem lepődött meg a fal megépítésén, mivel a Kelet-Németországban tevékenykedő hírszerző hálózatuk révén a legtöbb fejleményről értesültek. Dean Rusk, amerikai külügyminiszter élesen elítélte az akciót. A megelőző hetek menekültáradatáért a kommunista kormány szabadságellenes politikáját tette felelőssé. Az amerikaiak megerősítették berlini egységeiket, 1500 főnyi erősítés érkezett a városba. Konrad Adenauer, NSZK-kancellár a Berlinről szóló négyhatalmi egyezmény felrúgásával vádolta meg a „pankovi rezsimet”, mindemellett nyugalomra szólította fel a nyugatnémet lakosságot. A britek és a franciák is demonstratívan a szektorhatárra vezényelték néhány alakulatukat, de összecsapásra nem került sor, mivel a falat építő munkások nem léptek ki a szovjet zóna területéről. A Szovjetunió a nyugati államok felforgató- és kémtevékenysége miatt jogosnak nevezte a határ lezárását. Az NDK-propaganda a berlini falat a fasizmus ellen emelt védőbástyaként jellemezte.

### A kettéosztott város
A Berlin közepén húzódó műszaki zár bénítólag hatott mindkét városrészre. Megszakadtak a város egységét addig biztosító közlekedési kapcsolatok. Az addig városközponti területek hirtelen rossz megközelíthetőségű perifériákká váltak. Nyugat-Berlinben ideiglenes munkaerőhiány lépett fel, az NDK pedig fontos valutabevételi forrástól esett el. A városban romlott a közszolgáltatások minősége, a kommunális hulladék elhelyezésének megoldatlansága pedig egyre súlyosabb környezetvédelmi válságot idézett elő. A fal építésével egy időben elvágták az elektromos hálózat összeköttetéseit is, így a nyugati szektorokban egy időre labilissá vált az áramszolgáltatás. Nyugat-Berlint elszigeteltsége miatt számos lakója hagyta el az évek folyamán, így lélekszáma az 1961-es 2 197 408-ról 1984-re 1 848 585 főre csökkent. A leginkább hátrányos helyzetbe a Nyugat-Berlin körüli falvak kerültek. E települések elveszítették kapcsolatukat a nagyvárossal, a közszolgáltatások minősége romlott, az államigazgatási központok 30-40 kilométeres távolságba kerültek. Az itt élők életét igen megnehezítette a határőrség állandó jelenléte is. A folyamatos ellenőrzések és a romló életkörülmények miatt e falvak lélekszáma csökkenni kezdett, lakóik Potsdamba és Kelet-Berlinbe vándoroltak.

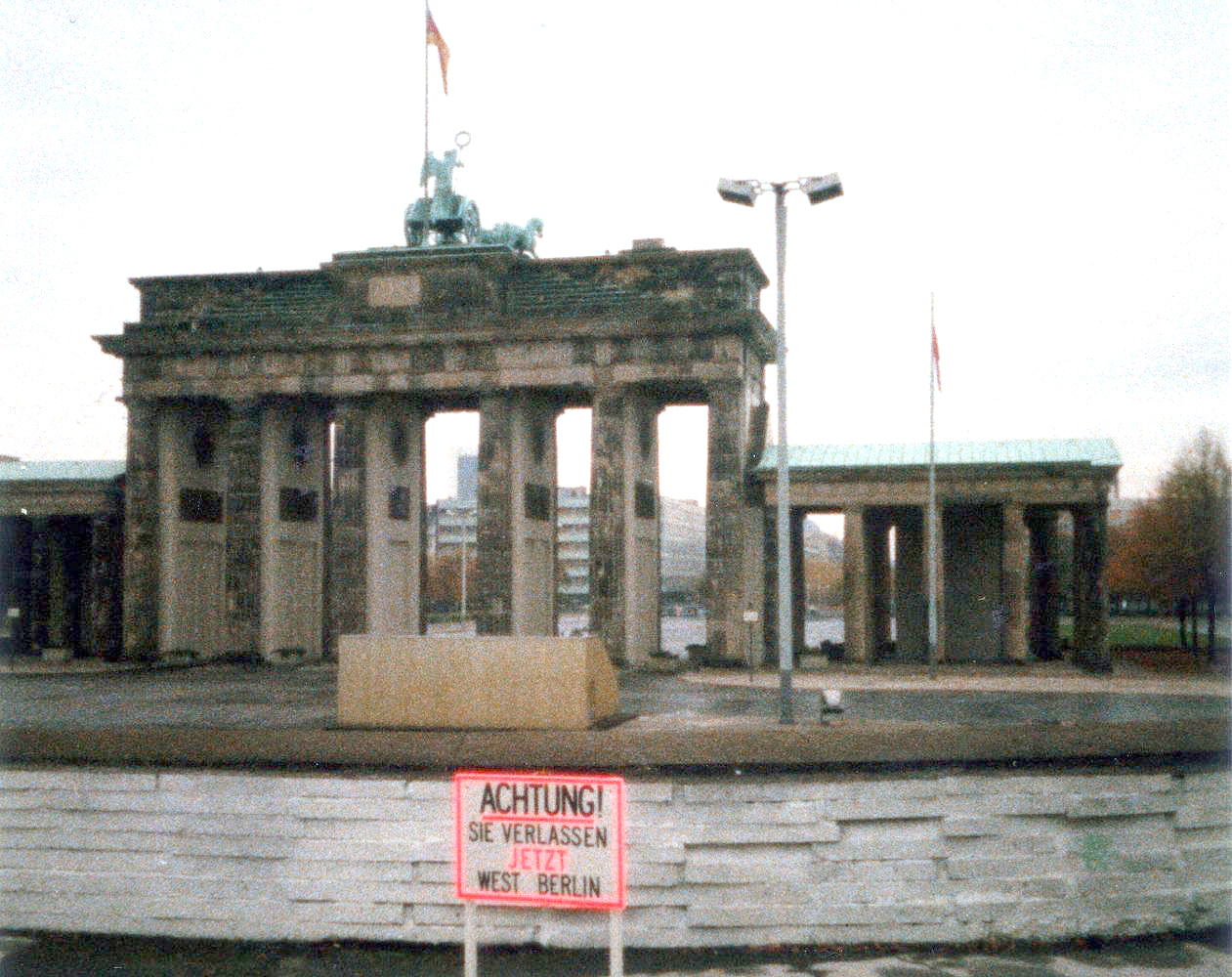
A Brandenburgi kapu 1987-ben a nyugati oldalról

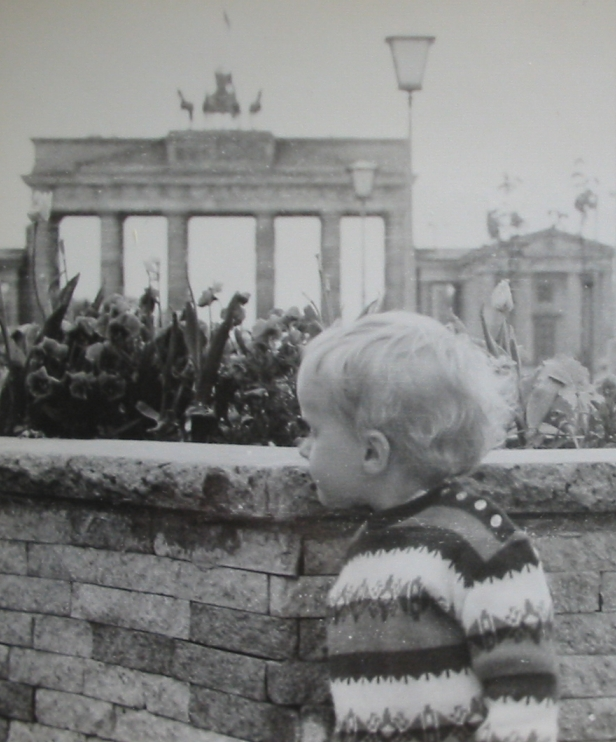
A Brandenburgi kapu 1968-ban a keleti oldalon. Eddig lehetett megközelíteni a látogatóknak a kaput. A virágokkal díszített "Baby-Wall"

Az 1970-es évek elejétől kezdve Willy Brandt NSZK-kancellár lépéseket tett a két német állam viszonyának javítása érdekében. Az új keleti politika keretében Brandt elérte, hogy az NDK enyhítsen a Nyugat-Berlint elszigetelő utazási korlátozásokon. A keletnémet állam nem aktív (főként nyugdíjas) polgárai számára lehetővé tette, hogy Nyugat-Berlinbe utazzanak. Enyhítettek a nyugat-berlinieket 1952 óta korlátozó szabályozásokon is: ettől kezdve látogatásokat tehettek Kelet-Berlinben és a város körül lakó rokonaiknál. Nemcsak az utazás lett könnyebb Nyugat-Berlin életében, hanem javulást hozott a kommunális hulladék elhelyezésének megoldása, illetve a város rákapcsolása az NDK ivóvízhálózatára és az elektromos rendszerek újbóli összekötése is. Az NDK-vezetés igyekezett országának jobbik arcát mutatni a kellemetlen szomszédnak. A Nyugat-Berlinből is látható utcaszakaszokon a házakat kifestették, az utcákat parkosították.
A berlini falat az NDK felől egy állandóan megfigyelt zóna határolta. A műszaki zár iránt túlzott érdeklődést tanúsítókat igazoltatták vagy a közeli határőrposztra kísérték. A falhoz közeli házak lakói külön igazolványt kaptak, csak ezen engedély birtokában mozoghattak a határzóna közvetlen közelében. (Külön érdekesség volt a fal Bernauer strassei szakasza, ahol a házak egy része keleti oldalra esett, míg ablakaik már a nyugati szektorra nyíltak, vagyis a ház homlokzati fala volt a határvonal. Ezen házakat hamarosan kiürítették, az ablakokat befalazták.
Ugyancsak a Bernauer Strassén volt az egyik fantom megálló a tizenegyből, ahol az U-Bahn közel három évtizedig nem állt meg, mert a metróállomás kijárata pontosan a határövezetbe vezetett. 1990 áprilisában nyitották meg a nyugatra vezető, majd júniusban a keletre vezető kijáratot.) A határőrök kötelessége volt a menekülőket megállítani, ennek érdekében szigorú tűzparancsot léptettek életbe a falnál. A külföldi államfők látogatása idején – a sajtó negatív reakciójától tartva – a tűzparancsot felfüggesztették.

### A fal áldozatai

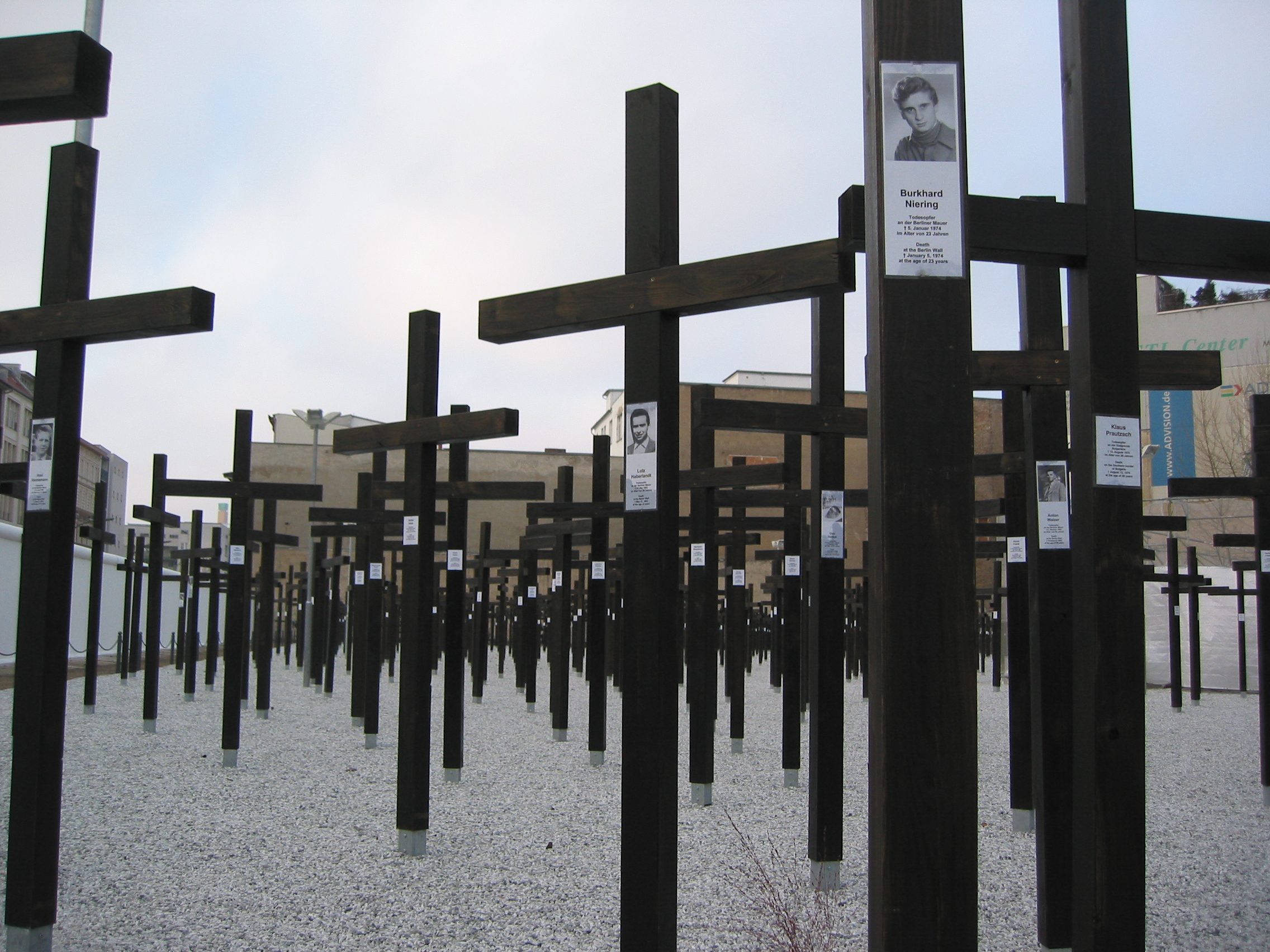
A fal áldozatainak emlékműve

A berlini fal a valaha létezett határok közül az egyik legszigorúbban őrzött volt. Az NDK-ban az emigrálásnak még a kísérletét is szigorúan büntették. A hidegháború idején egyes becslések szerint 75 000 polgárt vontak felelősségre kivándorlás kísérletének vádjával, akiket zömmel a Stasi hohenschönhauseni börtönében hallgattak ki. Az NDK államvezetése az emigrálni szándékozók elriasztására a falnál tűzparancsot adott ki a határőrök számára. A fal első áldozatát nehéz megnevezni, mert az első, aki meghalt, valójában Ida Siekmann kelet-berlini nő volt, aki 1961. augusztus 22-én a határövezeten álló Bernauer Strasse 48. harmadik emeleti lakásának ablakából a nyugati oldalra kiugorva vesztette életét, de három nappal korábban a 47 éves Rudolf Urban Bernauer Strasse 1. alatti lakásából feleségével összekötött lepedőkön mászott nyugatra és eközben szerzett sérüléseket, amikbe szeptember 17-én szintén belehalt. Két nappal Siekmann halála után, augusztus 24-én, a 24 éves berlini szabót, Günter Litfint lőtték agyon közlekedési rendőrök: amikor közel az invalidenstrassei határátkelőhöz átúszott a határt jelentő Spree folyón, észrevették, és a már magát megadó, feltett kezű Litfint a folyóba lőtték, így ő az első áldozat, aki a nyílt tűzparancs miatt veszítette életét. A nyugati sajtót is bejárta az egyik legmegrázóbb szökési kísérlet, ami 1962. augusztus 17-én történt, áldozata Peter Fechter, aki barátjával, Helmut Kulbeikkel próbált átszökni a falon, bő egysaroknyira a Zimmer strassei (a nyugatiak által csak Checkpoint Charlie-ként emlegetett) határátkelőtől. Míg Kulbeik átjutott, addig a falon éppen átmászó Fechterre tüzet nyitottak a keletnémet határőrök. Az alig 18 éves Fechter visszaesett a fal keleti oldalára az úgynevezett halálsávba, ahol több mint 50 percig könyörögve próbált segítséget kérni, de végül elvérzett, a határőrök már csak a holttestét hozták ki a határsávból. A szövetségi katonák nem mertek a keleti területre lépni, kénytelenek voltak a több sebből vérző, magára hagyott fiatalember halálát végignézni. Ez az eset sokkolta a nyugati világot, és rávilágított a fal kegyetlen mivoltára. 1989-ig 268 megkísérelt menekülés közül 125 végződött halállal. A 125 halálos áldozatból 62-en egyértelműen a rájuk leadott lövések miatt veszítették életüket. A többiek balesetek, szívroham vagy öngyilkosság áldozatai lettek. 19-en nyugat-berliniek, akiket az NDK határőrsége lőtt le a menekülők segítése vagy egyszerű csetepaték közben. Az áldozatok között 8 NDK-határőr is szerepel, ők a menekülők által leadott lövések, illetve egyszerű félreértések miatt veszítették életüket. A berlini falnál érvényben lévő tűzparancs utolsó áldozata az alig 20 éves mecklenburgi pincér, Chris Gueffroy volt, akit 1989. február 6-ra virradó éjszaka 10 lövés ért, amikor megpróbált nyugatra szökni a fal berlin-treptowi szakaszán (a határőr 150 keletnémet márka jutalmat kapott, ez akkoriban kb. 1000 forintnak felelt meg). A fal utolsó áldozata Winfried Freudenberg volt, aki házi készítésű hőlégballonnal menekült át a falon, azonban Nyugat-Berlinben lezuhant és szörnyethalt, 1989. március 8-án. A halálesetek fele a fal fennállásának első öt évében történt.

### A fal ledöntése
Az NDK-t a hatvanas években a konszolidáció, a hetvenes években a stabilitás jellemezte. Az 1980-as években azonban az állam helyzete az olajválság következtében egyre mélyülő pénzügyi-gazdasági válság miatt kritikusra fordult. A konzervatív kommunista államvezetés elszigetelődött a reformok irányába mozduló szocialista országoktól és az ország lakosságától is. A szabadság hiánya és a romló életkörülmények a nyolcvanas évek második felében országos tömegdemonstrációkhoz vezettek, amelyeket a hatalom erőszakkal sem tudott elfojtani. Újból nőni kezdett az államot elhagyók száma, a külföldre kijutók közül egyre többen tagadták meg az NDK-ba való hazatérést.
1989 nyarától mindennapossá váltak a rendszer reformját követelő tömegtüntetések, melyeknek legfőbb követelése a belnémet határ megnyitása és a berlini fal lebontása volt. 1989 nyarán megugrott a szocialista államot elhagyó polgárok száma. Magyarország 1989. szeptember 11-én 0 órától megnyitotta ausztriai határait az NDK polgárai előtt, a döntést Horn Gyula külügyminiszter jelentette be a Hét című televíziós hírműsor előző esti adásában. Ezzel megnyílt az első rés az NDK-ból menekülők számára. Az NSZK prágai követségének keletnémet menekültek általi megszállása után az NDK már arra kényszerült, hogy saját területéről engedélyezze egyes polgárai kiutazását. Október folyamán Csehszlovákia többször jelezte a kelet-berlini vezetésnek, hogy tűrhetetlennek tartja a Prága belvárosában előállt helyzetet és ha az NDK nem változtat a keletnémet polgárok nyugatra utazásának szabályain, akkor Magyarországhoz hasonlóan megnyitja nyugati határát.
1989. október 6-án Gorbacsov kétnapos látogatást tett az NDK-ban. Viselkedése egyértelművé tette a keletnémet vezetés számára, hogy nem zárkózhat el a változtatások elől. Erich Honecker lemondása után a helyét Egon Krenz vette át. Csehszlovákia nyomására az NDK-államvezetés kidolgozta a nyugatra utazást szabályozó új javaslatokat.

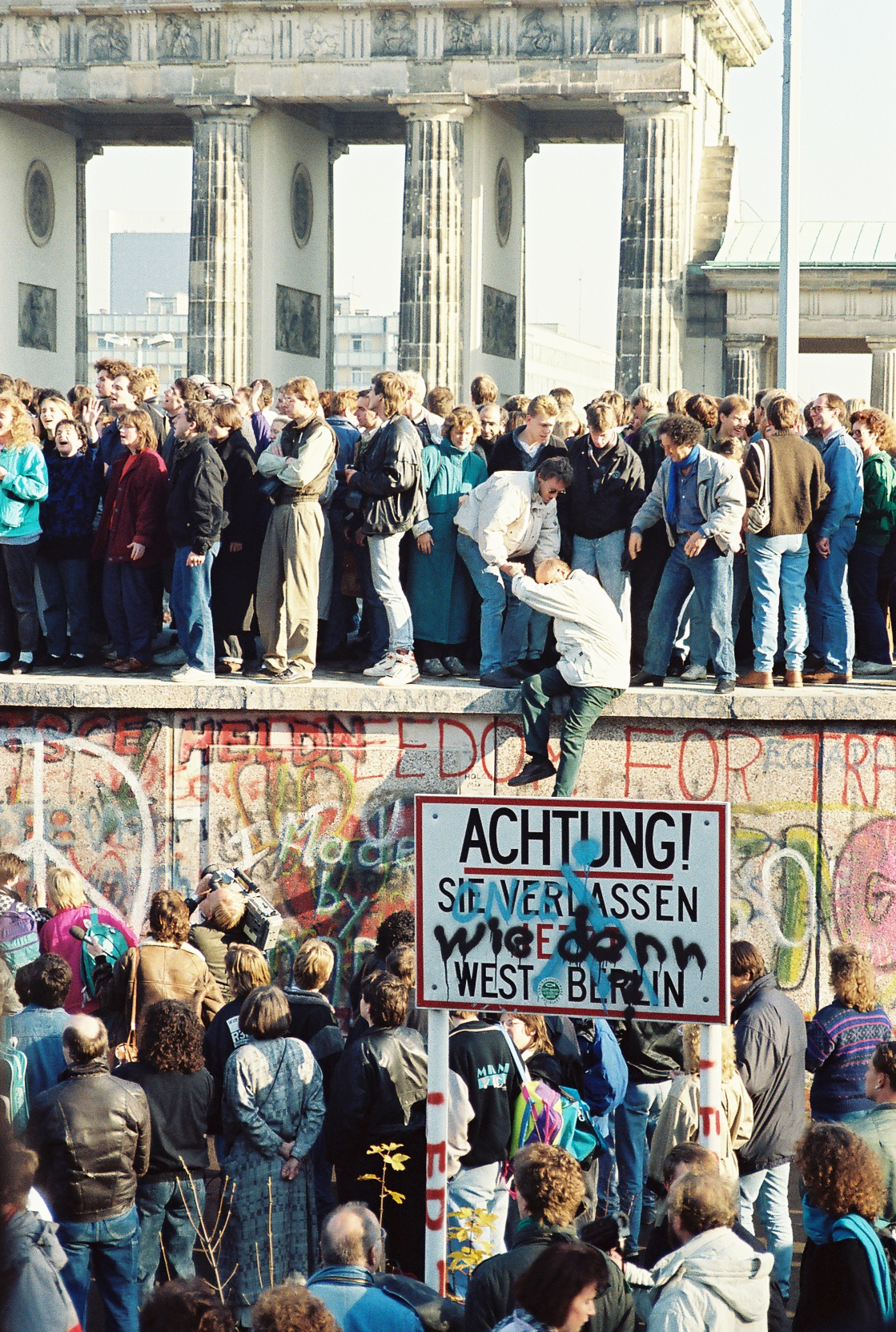
Újraegyesülés a berlini fal felett 1989. november 10-én

November 9-én az utazási törvény ügyében ülést tartott az NSZEP felső vezetése. Az ott hozott döntést este, az állami televízióban élőben közvetített sajtótájékoztatón Günter Schabowski ismertette. A sajtótájékoztató lezárása után Riccardo Ehrmann, olasz újságíró azt kérdezte, hogy milyen könnyítések várhatók az NDK-állampolgárok utazása ügyében. Schabowski zavartan keresgélt a papírjai között, mivel emlékezett arra, hogy kapott erre utasítást. Kollégája segített neki megkeresni, majd felolvasta. A teremben mindenki döbbenten hallgatta, és próbálta értelmezni a hallottakat. Erre a hamburgi Bild riportere Peter Brinkmann az intézkedések életbe lépésének idejéről érdeklődött, Schabowski ekkorra már eltette a szemüvegét, így pár másodpercig tanácstalanul forgatta papírjait, majd a következő választ adta:
Ismereteim szerint ez érvénybe lép… igen, azonnal.
Ezt követően NDK-polgárok ezrei indultak meg a berlini határátkelőhelyek felé, ahol egy órán belül hatalmasra nőtt a tömeg. A határőrséget ekkor még nem tájékoztatták, mivel a határozat csak másnap hajnali 4 órától lépett volna érvénybe. Az átkelőknél a feszültség egyre nőtt, a tömeg „visszajövünk, visszajövünk” skandálással követelte a határ megnyitását. A határparancsnokokat (Harald Jäger) utasították, hogy a leghangosabban követelőzőket engedjék ki az NDK-ból, de igazolványukba tegyenek a visszatérést megtiltó pecsétet. A tömegnyomás azonban odáig fokozódott, hogy 23 órakor a Bornholmer strassei átkelőnél megszüntették az útlevelek ellenőrzését, felnyittatták a sorompókat és átengedték a tömeget Nyugat-Berlinbe. Pár nap elteltével a mindkét oldalról érkező németek vésővel, csákánnyal és puszta kézzel kezdtek hozzá a fal lerombolásához.

### 1989 után
1989. november 9-e után a keletnémet hatóságok nem tudták eldönteni, hogy mi történjen a politikai értelemben már leomlott berlini fal fizikai maradványaival. Az NDK határőrsége változatlanul felügyelte a falat és a NSZEP vezetése úgy gondolta, hogy lehetséges a határzár valamilyen formában való továbbüzemeltetése. Az első hetekben a határőrség munkatársai több helyen is hozzáláttak a megrongált elemek javításához.
A fal leomlása utáni hétvégén 10 új határátkelő helyet nyitottak. A határátkelőknél nagy tömeg gyülekezett és hangosan ünnepelték a fal minden egyes elemének eltávolítását. (A TV-felvételeken ezeket a jeleneteket a berlini fal bontásaként szokták bemutatni, pedig csak az új határátkelők helyén szedték fel a betonelemeket.) 1989. december 24-étől már a nyugat-berlini polgárok is beutazhattak Kelet-Berlinbe. Ekkorra már igencsak megritkultak a keletnémet határőrség őrjáratai a fal vonalán. Megszűnt az ellenőrzés a határátkelőhelyeknél, és a határőrök nem avatkoztak közbe, amikor a berliniek több helyen is bontani kezdték a létesítményeket. A határzár magánszorgalmú bontása különösen az NDK Népi Kamarájának 1990. március 18-án lezajlott választása után gyorsult fel.
1990. július 1-jén, a német valutaunió életbe lépésének napján a határőrség hivatalosan is beszüntette tevékenységét a belnémet határ berlini szakaszán. Július 13-án a Bernauer Strassénál hivatalosan is megkezdődött a fal bontása. A munkálatokat az NDK-határőrség 300 fős műszaki alakulata végezte, és a belvárosi falszakasz bontásával november 30-án végeztek is. Mindössze 6 szakasz maradt meg, ezek emlékműként ma is állnak. A Berlin és Brandenburg határán fekvő műszaki zárat 1991 novemberére számolták fel véglegesen.

## Felépítés, szervezet

### Műszaki adatok

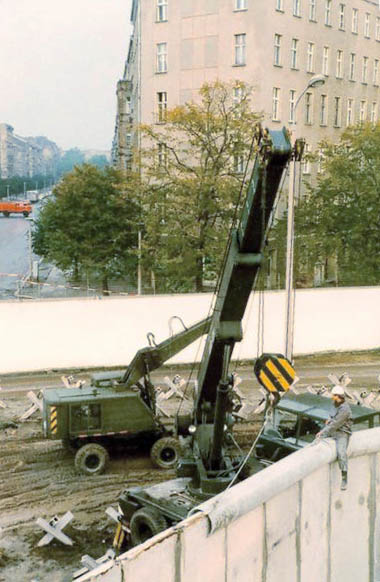
Falépítés 1980-ban Nyugat-Berlinből fényképezve

A berlini fal az 1980-as évek elejére érte el műszaki kiépítettségének teljes állapotát. A műszaki zár az NDK, illetve Kelet-Berlin irányából Nyugat-Berlin felé haladva, az alábbi rendszerben épült ki:
- egyes szakaszokon, úttorkolatoknál (nem mindenütt) a határterület járművel való megközelítését megnehezítő, de békés képet sugalló, egymástól 1-1,5 méterre vagy érintkezve sorban lerakott, nagy méretű, négyzetes beton „virágládák”, helyenként nem virággal, hanem fákkal beültetve
- a határterület (Grenzgebiet) kezdetét jelző, piros-fehér festésű, derékmagasságú, vízszintes korlát vagy hasonló festésű oszlop, illetve ezek hiányában függőlegesen felfestett piros-fehér csíkozású sáv. Ennél „nyugatabbra” csak engedély birtokában lehetett menni.
- a műszaki zárat az NDK illetve Kelet-Berlin területétől elzáró, 2-3 méter magas, szürke-fehér festésű betonfal (Hinterlandmauer). Ezt sok helyen a határterületbe sorolt épületek fala helyettesítette, hogy a falrendszer minél kevésbé legyen feltűnő
- 1-2 méter szélességű, szabaddá tett sáv, egyes helyeken (nem mindenütt) nyomsávként kialakítva
- elektromos jelzőrendszerrel (sziréna és fényjelző) ellátott, kb. 2,5 méter magas drótkerítés
- egyes szakaszokon (nem mindenütt): kutyafuttató sáv, a kerítéssel párhuzamos, 2 méter magasan kifeszített vezetőszálhoz csúszópórázzal kötött német juhászkutyákkal (az ebek 20-50 méteres szakaszokat tudtak befutni)
- betonból épült, kb. 10-15 méter magas, lőrésekkel, őrszobával, fényszóróval ellátott őrtornyok (1989-ben 302 darab) sora, egyes pontokon lőrésekkel ellátott betonfedezékekkel kiegészítve
- az NDK határőrség járőreinek számára kiépített aszfaltozott közlekedőút (Kolonnenweg)
- lámpaoszlopok sora, amelyek az egész műszaki zárrendszert bevilágították, rajtuk zöld, piros és fehér jelzések mutatták, hogy az NDK határőr járőrök nyugati irányban meddig mehetnek el (ha engedély nélkül nyugat-berlini irányba ennél tovább haladtak, ellenük is életbe lépett a tűzparancs szigorúbb (felszólítás nélküli) formája
- állandóan frissen gereblyézett ellenőrzősáv (nyomsáv), amely az esetleges szökések nyomát rögzítette
- egyes szakaszokon (nem mindenütt): gépjárműakadály (KFZ-Sperren), ami a keletről nyugati irányba feltételezett mozgású gépjárművek ellen épült: kelet-nyugati keresztmetszetében lefelé lejtő, és szinte merőleges, 1-2 méteres betonlapokban végződő árok. A szervizutak keresztezésénél az árkot spanyollovasok (három összetámaszkodó idomvasból álló akadályok) vagy betonelemek pótolták
- helyi adottságoktól függően 3-10 méter széles, üres, néhol füves terület a nyomsáv és a nyugati fal között; a legveszélyesebb szakasz, az idáig eljutó menekülőnek itt semmi sem kínált fedezéket. A sűrűbben beépített városi szakaszokon ez a sáv gyakran hiányzott, és a nyomsáv a nyugati falig ért
- a műszaki zár Nyugat-Berlin felé irányban utolsó technikai eleme, a konkrét „fal”ként ismertté vált, 3,75 méter magas, tetején a megkapaszkodás ellen sima felületű betoncsővel kiegészített, L alakú vasbeton szelvényekből álló, az NDK felé néző oldalán a célzás megkönnyítéséhez fehérre festett fal. (Nyugat-Berlin felőli oldalát az évtizedek során a nyugatiak által ráfestett, gyakran művészi színvonalú graffitik látványos kavalkádja borította be, amelyek Nyugat-Berlin egyik nevezetességévé váltak.[15]) A Nyugat-Berlin és az NDK vidéki területei közötti szakaszokon ezt a falat a megkapaszkodás ellen igen sűrű szövésűre készített, tetején élesen sorjásra hagyott, szinte átvághatatlanul merev és erős, kb. 3 méter magas drótkerítés helyettesítette
- üres terület a tényleges NDK/Nyugat-Berlin határvonalig; ennek szélessége változó volt, 3 és 10 méter között. Ez a terület az NDK-hoz tartozott, a falat nyugati oldalról graffitivel dekorálók, illetve a falat egészen megközelítő turisták tulajdonképpen határsértést követtek el, de az NDK határőrség efelett a legtöbbször szemet hunyt. NDK részről ritkán (karbantartási, gyomirtási célból) kijöttek ebbe a sávba: ilyenkor a munkásokra fejenként 2 őrszem vigyázott, akik a munkálatok idejére mobil kerítéskordont, vagy piros színű szalagot húztak ki (még a határvonal előtt), amit a munkásoknak tűzparancs terhe alatt tilos volt átlépniük
- az NDK és Nyugat-Berlin tényleges határvonala. Ezt a legtöbb helyen csak a nyugati szektorok katonai parancsnokságai, illetve a nyugat-berlini rendőrség által a határvonaltól 0,25-1 méterre, nyugati területre kihelyezett táblák (a fontosabb átkelőknél az úttesten felfestett fehér sáv is) jelezték. Több helyen a fal felhúzása után megmaradtak a keleti és nyugati szektorok átjárhatóságának idejéből való négynyelvű (angol, francia, orosz és német) táblák, amelyeknek keleti oldalán az adott nyugati szektorba való belépést, a másikon annak elhagyását jelezték (a Friedrichstrasse és a Zimmerstrasse sarkán, az egykori Checkpoint Charlie-nál az eredeti helyén ma is áll egy korhű másolat). Az átkelők közötti szakaszokon német, angol, török és egyéb nyelvű feliratok figyelmeztették a nyugatról érkezőt, hogy a tábla után már NDK területre ér.

A fal sematikus tervrajza. (Kelet-Berlin jobbra)

Vízi határszakaszokon a műszaki zár elsősorban tüskés elemekből összerakott drótkerítésből állt, amit egészen a mederig süllyesztettek az átúszások megakadályozására, és ezt állandó vízi (motorcsónakos) járőrözéssel és megfigyeléssel egészítették ki.
A vasfüggöny berlini szakaszán – a belnémet határ más részeivel ellentétben – soha nem telepítettek aknamezőket vagy a menekülőket automatikusan lelövő berendezéseket. A határépítmények pontos felépítését és műszaki adatait államtitokként kezelték, a határőröket pedig a titoktartásra kötelezték.
A belnémet határ berlini szakaszán az alábbi hosszúságban épültek ki a műszaki zár egyes elemei:
- 41,91 km hosszan 3,6 méter magas vasbeton határfal
- 58,95 km hosszan 3,4 méter magas vasbeton határfal
- 68,42 km hosszan 2,9 méter magas drótkerítés, mint „előakadály”
- 113,85 km hosszú jelződrót
- 186 megfigyelőtorony
- 31 vezetési állás

A határ 63,8 km hosszan beépített területen, 32 km hosszan erdős és 22 km hosszan nyílt területen haladt. A vízi határszakaszok hossza 38 km volt.

### Határátkelőhelyek
A berlini fal mentén 25 határátkelőhelyet (13 közúti, 8 vízi, 4 vasúti) alakítottak ki. A belnémet határ átkelőhelyeinek 60%-a Nyugat-Berlin körül volt. A nyugat-berlini határátkelőhelyek az NDK felől műszakilag kellően megerősített, jól védhető pontok voltak. A rendkívül szigorú
ellenőrzést a keletnémet állam határőrizeti szervei és vámosai végezték.

A határ nyugati oldalán a nyugatnémet rendőrség és vámszervek építették ki ellenőrzőpontjaikat. Itt útlevélkezelés nem folyt. A tranzitutak ellenőrzőpontjainál (statisztikai okokból) az utazás célja felől érdeklődtek, illetve a rendőrség a bűnüldözési tevékenysége keretében szűrte az utazókat. A külföldre irányuló teherforgalom vámkezelését is e helyeken végezték. A Dreilindennél lévő (Checkpoint Bravo) és a Friedrichstraße déli végén (Checkpoint Charlie) a város nyugati felét megszálló szövetségesek is ellenőrzőpontokat építettek ki, ám ennek a hétköznapi határforgalomban nem volt jelentősége.

Az 1990-es német vámunió majd újraegyesítés után a határátkelőhelyeket megszüntették.

### A berlini határvédelem szervezete

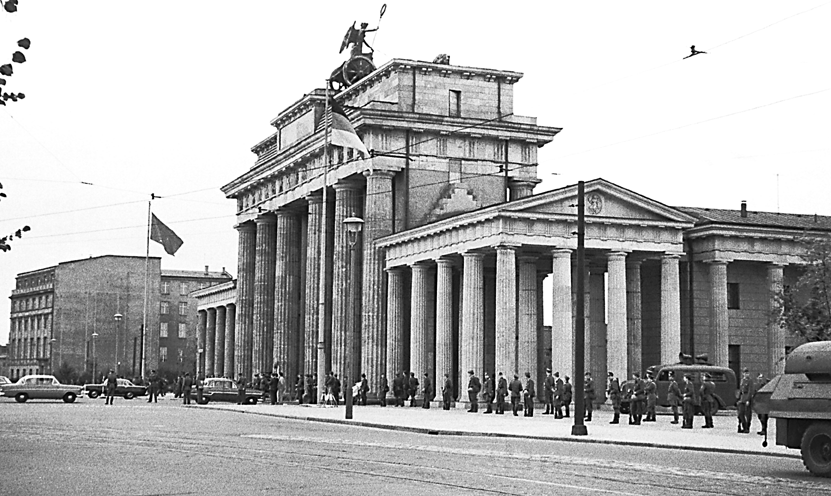
Az NDK határőrségének felvonulása 1961. augusztus 13-án

A nyugat-berlini határ védelméért az NDK határőrségének „Közép” parancsnoksága volt felelős. Az állambiztonsági minisztérium 1989-es adatai szerint parancsnokság állományába 11 500 fegyveres és 500 civil személy tartozott. Az alakulatok hét határvédelmi ezredben (Berlinben Treptow, Pankow és Rummelsburg; Berlin környékén Hennigsdorf, Groß-Glienicke, Potsdam és Kleinmachnow) állomásoztak. A berlini körzethez tartozott két kiképzőközpont is.
Minden határőrezred alárendeltségébe öt század tartozott, valamint egy-egy műszaki, híradós, szállító, kutyakiképző osztag, egy gránátvető és egy tüzérségi üteg, egy felderítő és egy lángszóróval felszerelt harcjármű. A vízi határszakaszokat motorcsónakos alakulatok őrizték és külön század felelt a határátkelőhelyek védelméért is.
A „Közép” határőrparancsnokság hatókörébe 576 páncélozott harcjármű, 48 gránátvető, 48 páncéltörő ágyú, 114 lángszóró, 156 páncélozott jármű, illetve 2295 egyéb jármű tartozott. A falat 992 kutya őrizte.
Egy átlagos napon 2300 katona volt szolgálatban a fal mentén. Nagyobb események, politikai krízisek vagy tartós rossz idő esetén a határőrizetet megerősítették, ezeken a napokon 2500 határőr lépett szolgálatba.

## Képek

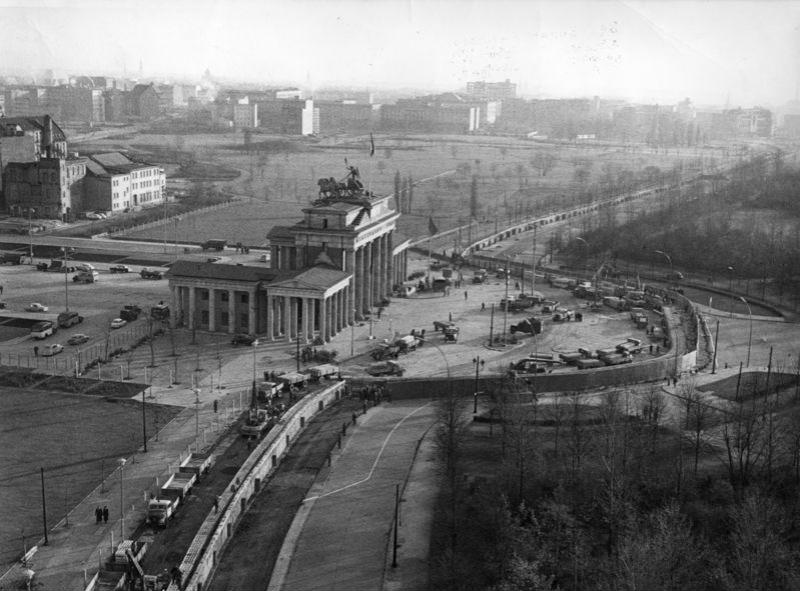
A fal építése 1961-ben a Brandenburgi kapunál
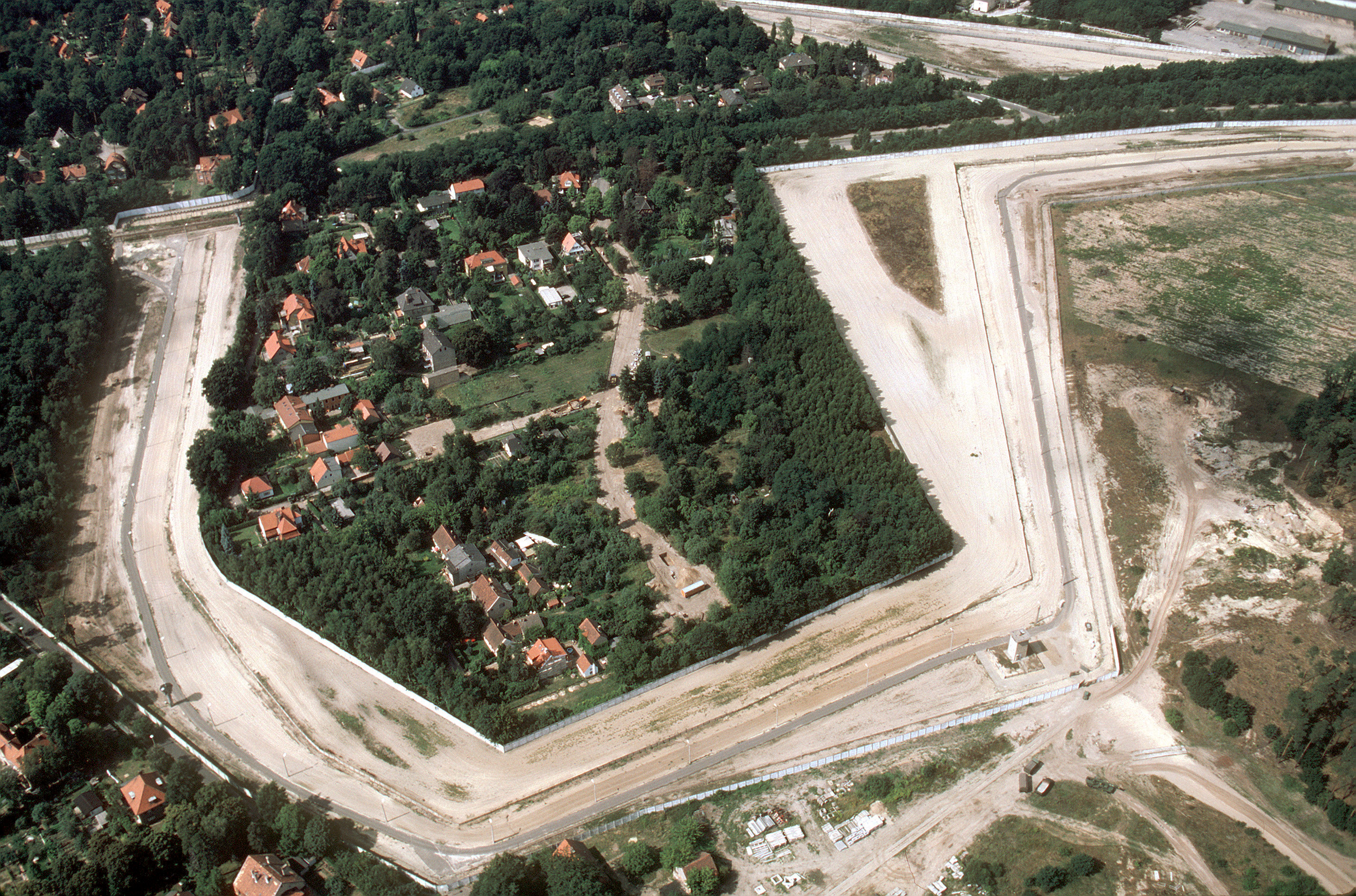
Légifelvétel a fal egy részletéről, 1989
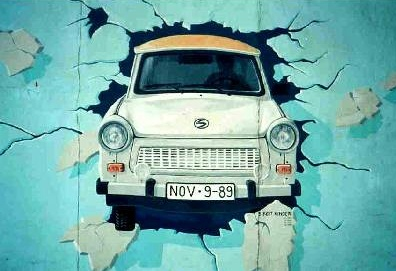
A falat nyugatról graffitik borították
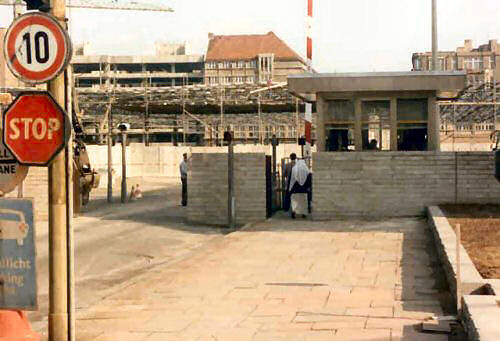
A Checkpoint Charlie-val átellenes Friedrich/Zimmerstrasse átkelőhely nyugatról
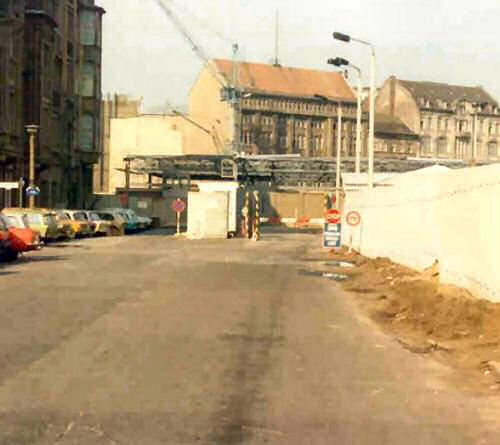
A Checkpoint Charlie-val átellenes Friedrich/Zimmerstrasse átkelőhely keletről
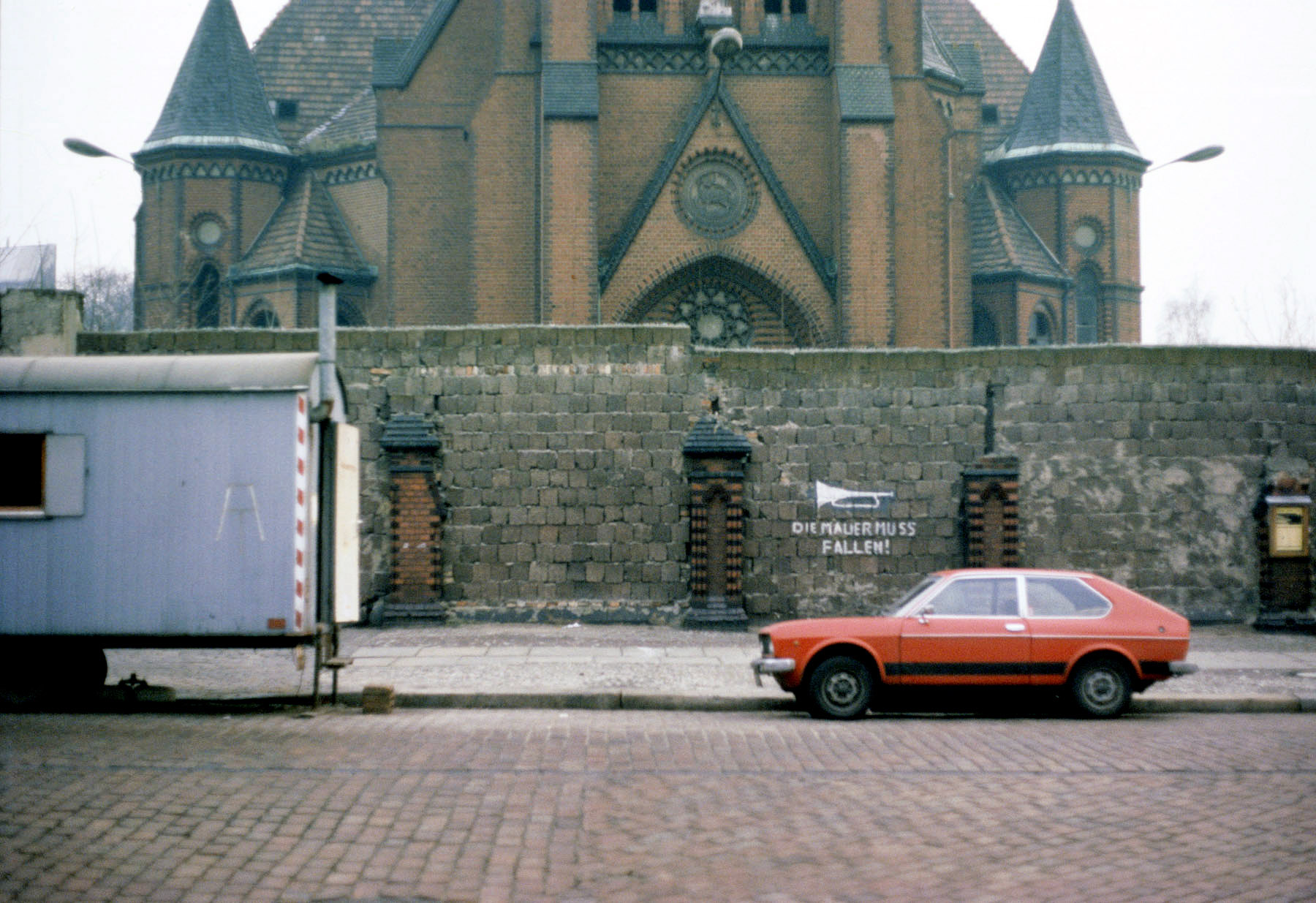
Az NDK hatóságok által 1985-ben felrobbantott Kiengesztelődés temploma a falnál 1978-ban
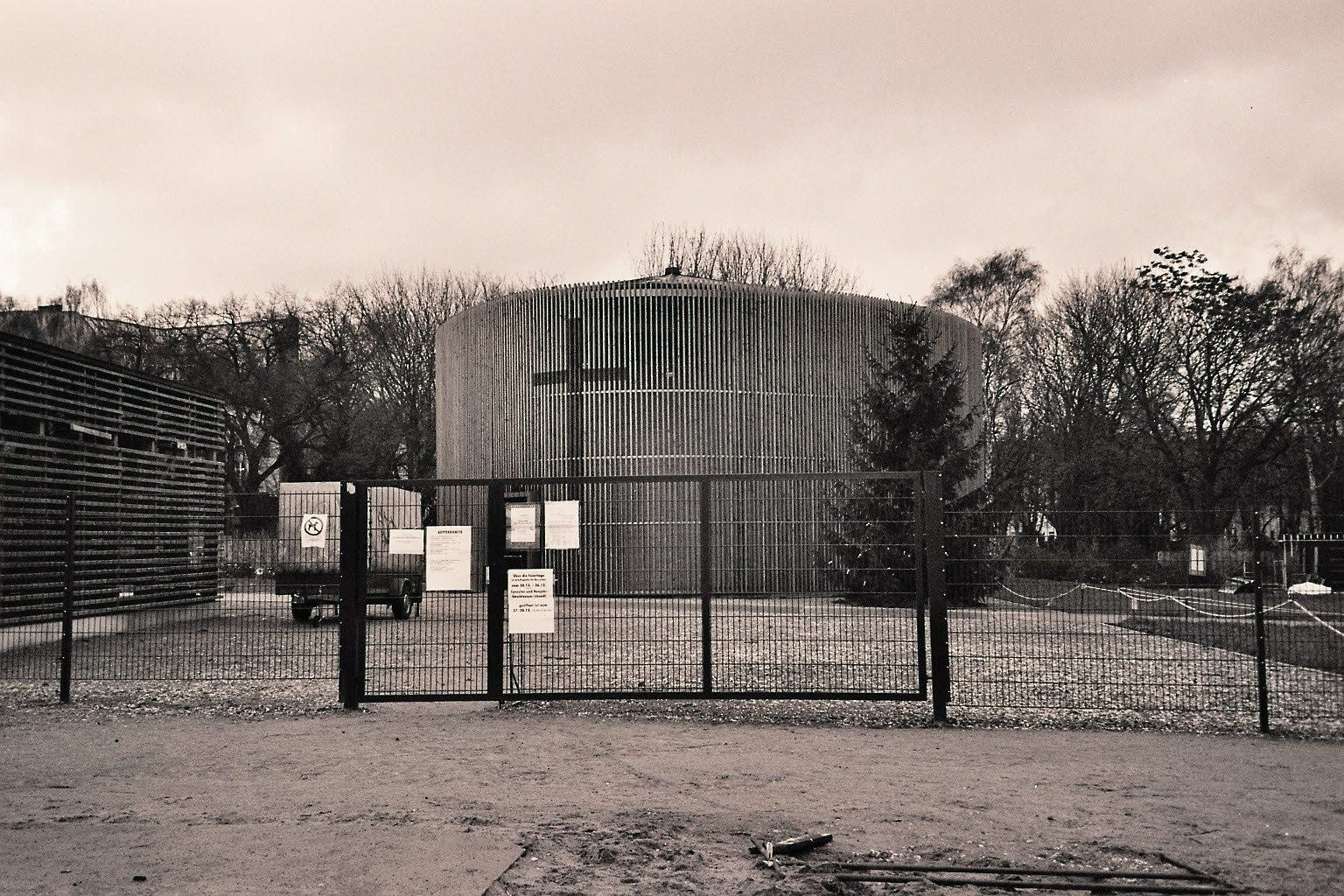
A Kiengesztelődés emlékkápolnája, Bernauer Strasse, 2005
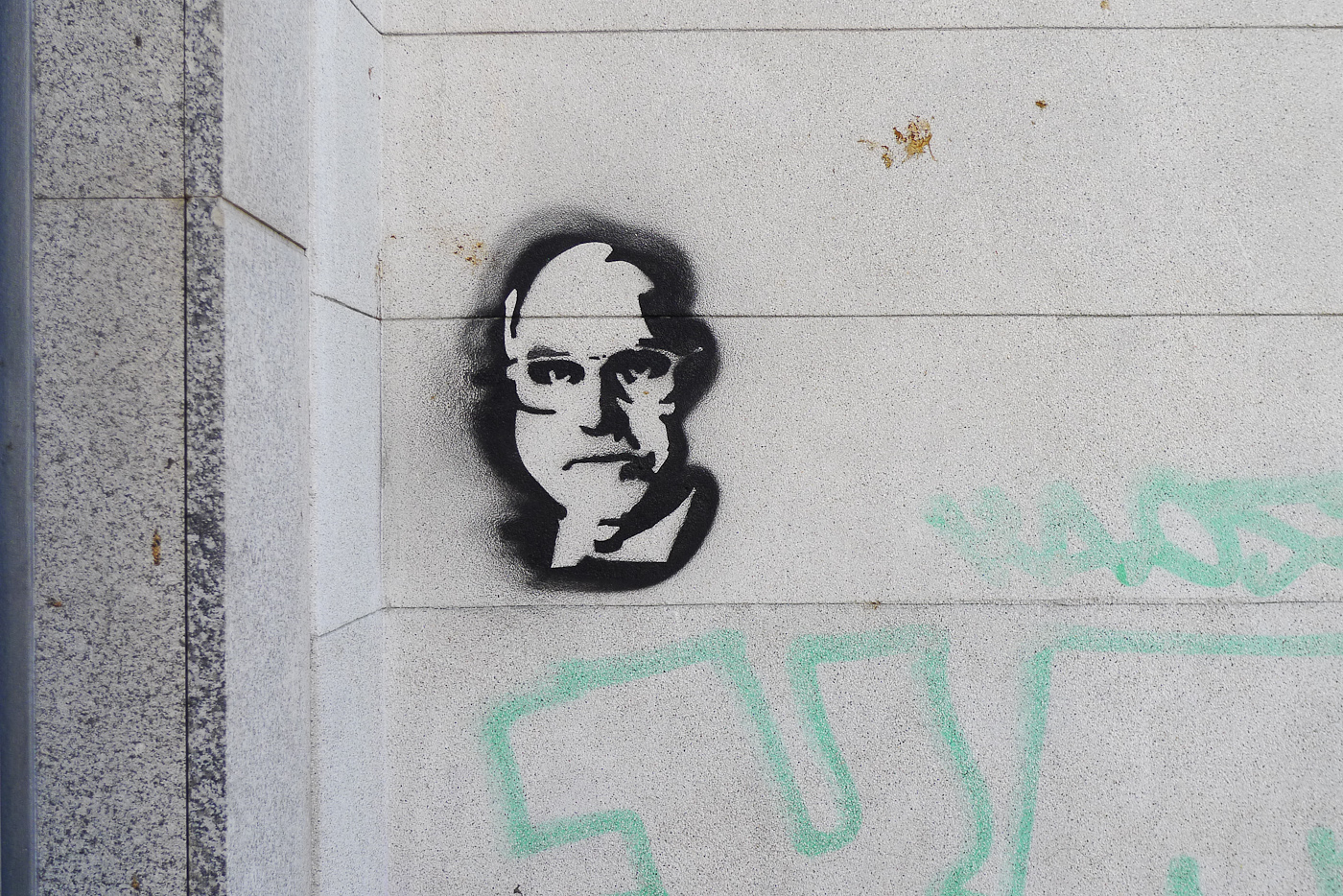
Helmut Kohl portréja (graffiti)

## Perek
Németország egységének helyreállítása után a német társadalom nyomást gyakorolt a politikára, hogy a falnál érvényben lévő tűzparancs kiadóit vonják felelősségre. A tűzparancs jogi vizsgálata 2004 őszéig elhúzódott. A nevesebb keletnémet politikusok közül felelősségre vonták az NDK felső vezetésének több tagját és bíróság elé állították az NDK Nemzeti Védelmi Tanácsának egykori tagjait, illetve a határőrség főparancsnokát.

Az eljárás alól nem bújhattak ki az NDK fegyveres erőiben egykor alacsonyabb rangban szolgálatot teljesítők sem. A falnál leadott halálos kimenetelű lövések ügyében 35 vádlottat mentett fel a bíróság. 44-en felfüggesztett börtönbüntetést, míg (a táblázatban külön szereplőket is ide értve) 11-en ténylegesen letöltendő börtönbüntetést kaptak. Az utolsó ítéleteket 2004. november 9-én, a fal leomlásának 15. évfordulóján mondta ki a berlini bíróság.
| Név                     | Tisztség                                                                  | Ítélet                                                                                             |
| ----------------------- | ------------------------------------------------------------------------- | -------------------------------------------------------------------------------------------------- |
| Erich Honecker          | Az NDK államtanácsának elnöke (1971–1989)                                 | A pert Honecker májrákja miatt nem fejezték be.                                                    |
| Egon Krenz              | Az NDK államtanácsának elnöke (1989)                                      | Kétszer 6 év és hat hónap börtön (2003-ban szabadult)                                              |
| Erich Mielke            | Az NDK állambiztonsági minisztere (1957–1989)                             | Ítélet nem született, 1993–1995 között egy 1931-es rendőrgyilkosság miatt volt fegyházban.         |
| Willi Stoph             | Az NDK belügyminisztere (1952–1955) és minisztertanács elnöke (1964–1973) | A pert egészségi állapota miatt nem fejezték be                                                    |
| Heinz Keßler            | A NSZEP elnökségének tagja                                                | 7 év és hat hónap börtön (1998-ban, három év letöltése után szabadult)                             |
| Günter Schabowski       | A NSZEP elnökségének tagja                                                | 7 év börtön (2000-ben, három év 5 hónap letöltése után szabadult)                                  |
| Fritz Streletz          | A Nemzeti Védelmi Tanács elnöke                                           | 5 év és hat hónap börtön (szabadult, ügyének felülvizsgálata az Európai Emberi Jogi bíróság előtt) |
| Klaus-Dieter Baumgarten | A határőrség parancsnoka                                                  | 6 év és 6 hónap börtön (1997-ben 3 év letöltése után szabadult)                                    |

## A berlini fal emlékei

### Emlékművek

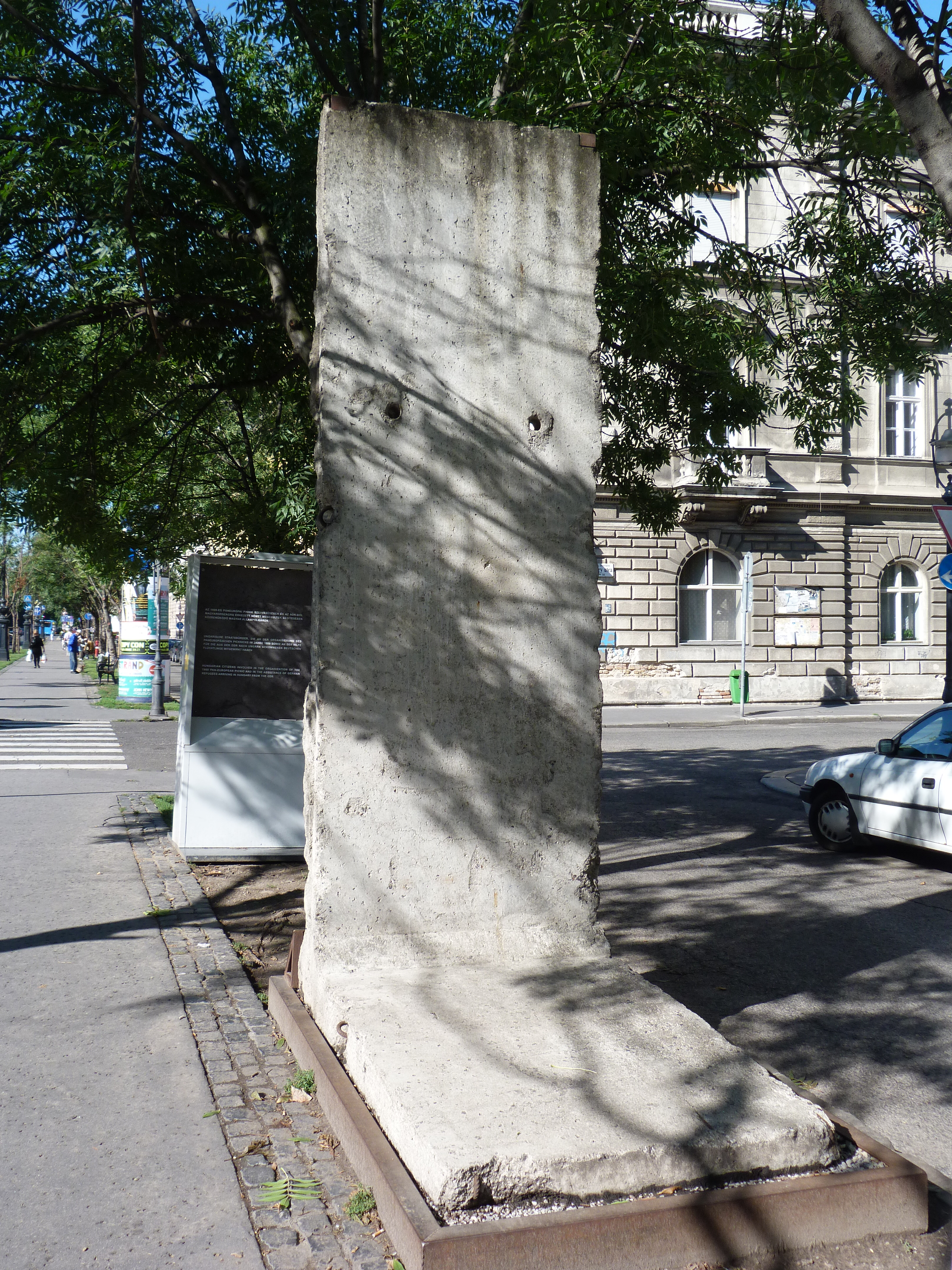
Berlini fal – Terror Háza

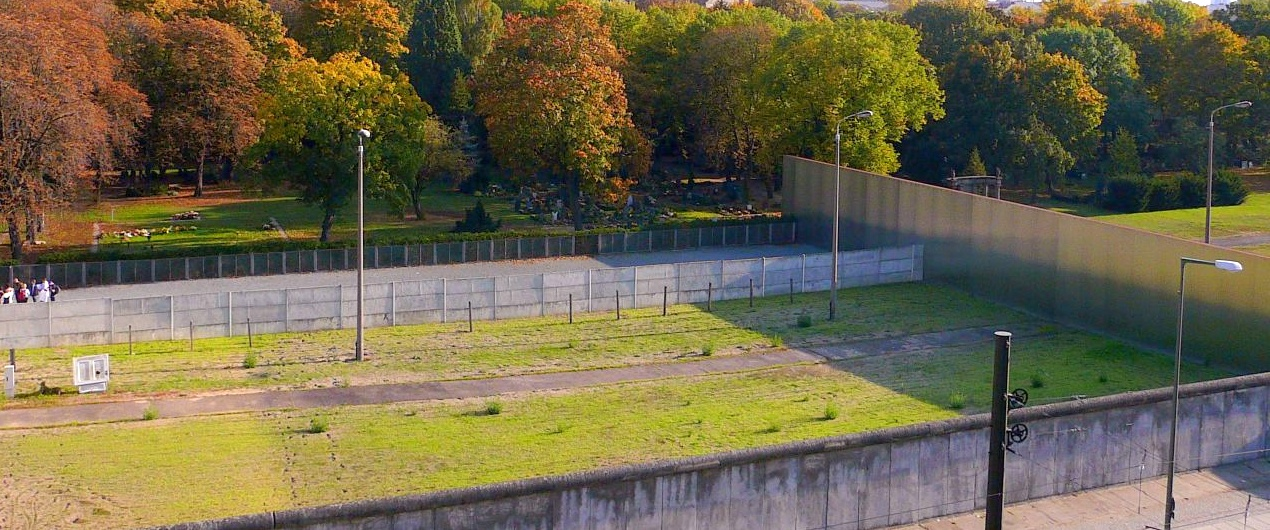
A Bernauer straße-i emlékhely

Berlinben a fal lebontása után megindult a verseny a városközpontban fekvő legértékesebb területek megszerzéséért. A nagyberuházások, területrendezések átalakították a városi tájat és megváltoztatták azokat a helyeket, ahol addig a határzár állt. A 90-es évek vége óta Berlin egyre nagyobb hangsúlyt fektet a fal egyes, még fellelhető szakaszainak emlékhelyként való megőrzésére, illetve a jelentősebb helyszínek emlékhellyé való átalakítására. 2006-ban a városi szenátus elfogadta a berlini falról való megemlékezés koncepcióját.
A fal kitüntetett pontjai mára komoly idegenforgalmi vonzerővel rendelkező attrakcióvá váltak. Berlin egyik leglátogatottabb múzeuma a Checkpoint Charlie-nál létesült Falmúzeum. A Bernauer Straße mentén épségben megmaradtak a műszaki zár elemei. Itt a fal leomlásának 10. évfordulója óta működik az egykori határzárat bemutató kiállítás és dokumentációs központ. A berlini falsétány a fal vonalát követve 21 táblán informálja a látogatókat.
A világ több városában is kiállították a fal egyes darabjait. Többek között áll egy darab a Ronald Reagan Elnöki Könyvtár udvarán Kaliforniában, illetve az Európai Unió brüsszeli székhelye előtti téren is. Budapesten korábban a Tabánban állítottak fel két faldarabot, a betonelemeket azonban a rongálások miatt el kellett szállítani. 2010-ben a budapesti Terror Háza elé került egy harmadik faldarab.

### A berlini fal nyomai

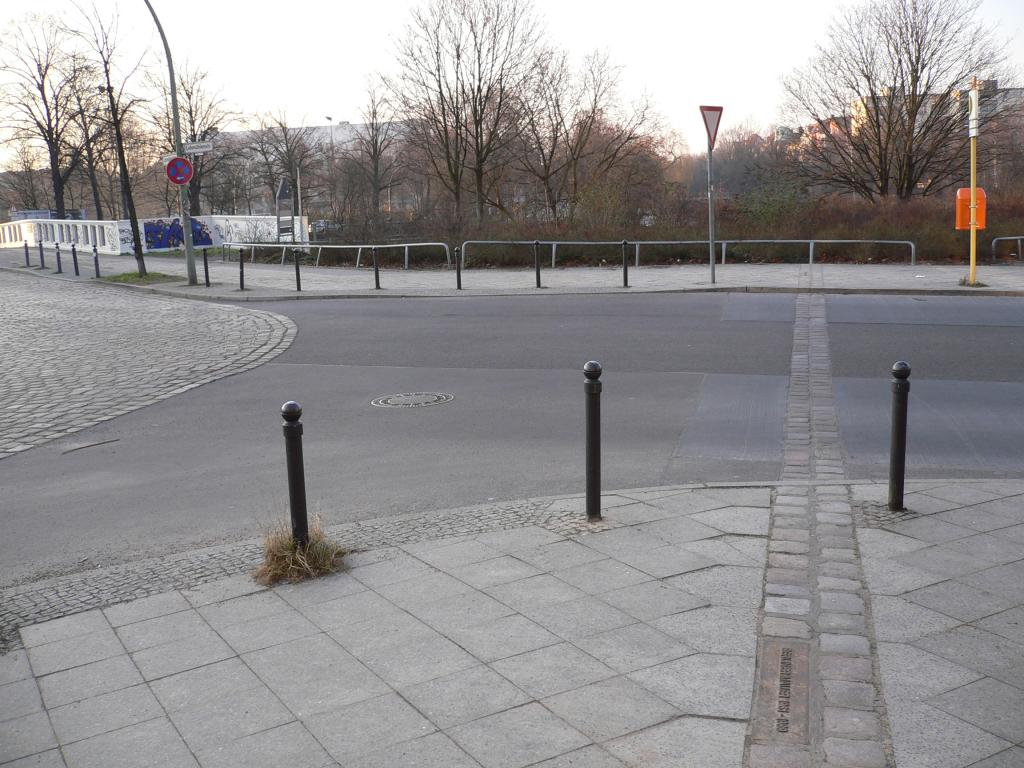
A kettős bazaltkocka-sor a fal helyét jelöli

A német egység megvalósulása óta eltelt időben a műszaki zárat szinte teljesen lebontották. A betonelemeket a városi autópályák építésekor használták fel, a fém alkatrészeket beolvasztották. A 90-es években Berlin szenátusa határozatott fogadott el berlini fal helyének megjelöléséről. Egy kettős bazaltkocka sor lefektetéséről döntöttek, amelyet néhol a „berlini fal 1961-1989” feliratú fémtábla tagol. A kockasor a műszaki határzár rendszer nyugat-berlini irányban sorrendben legutolsó épített elemének, a nyugati falnak a nyomvonalát jelzi. Az ettől kicsit nyugatabbra esett, valamikori szektorhatárokat 1-2 turistalátványosságot (például a Checkpoint Charlie-nál látható szektorjelző táblát) leszámítva ma már szinte semmi sem jelöli.
A berlini belvárost átszelő egykori határsávban az egyesítést követően beinduló építkezések szinte teljesen megváltoztatták a környéket, itt a bazaltkockákon kívül ma már csak kevés emlékkel találkozhat a látogató. A külsőbb kerületekben, azonban, még ma is jól felismerhető a létesítmény nyomvonala.

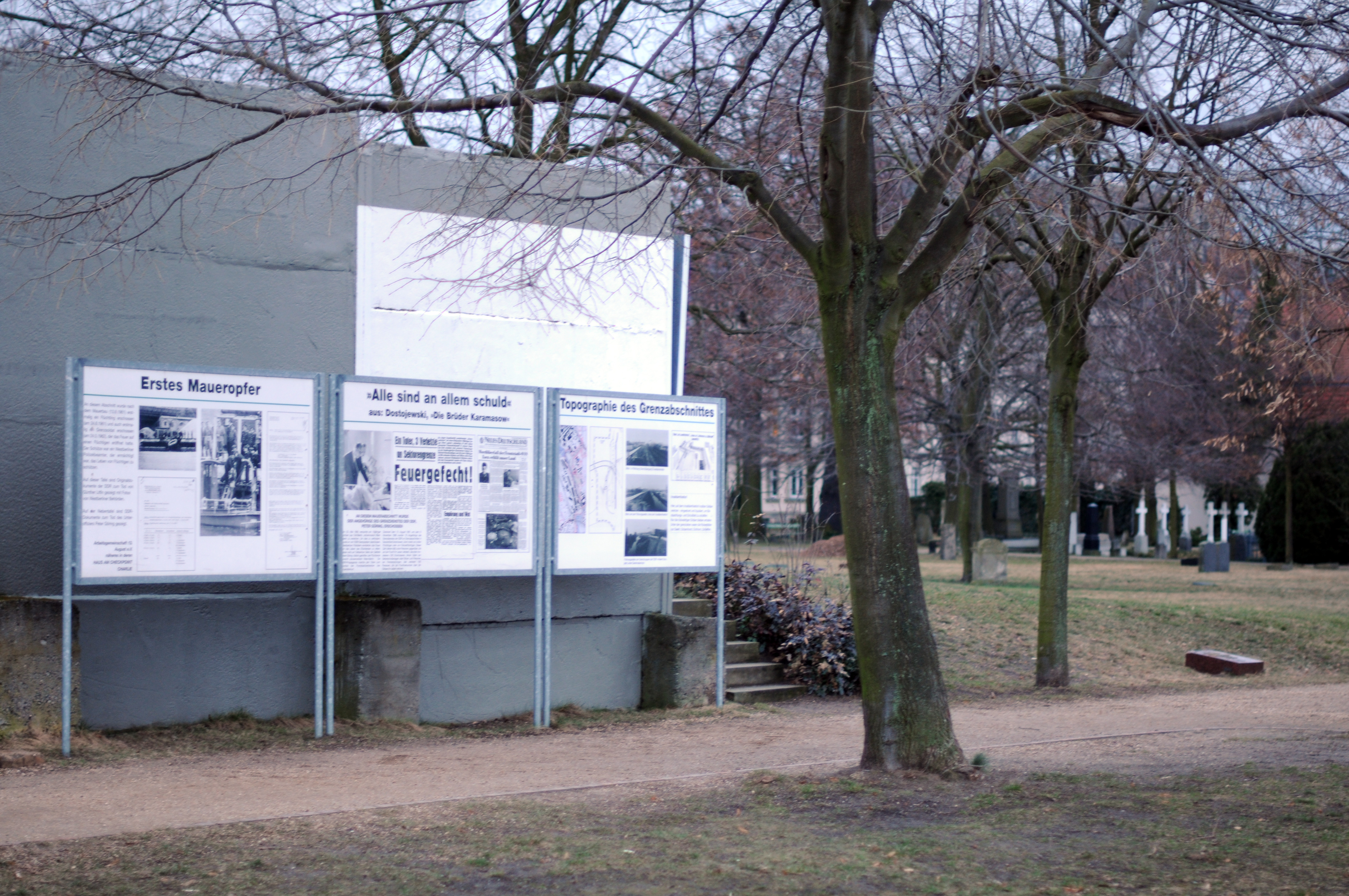
Egy megőrzött részlet

A nevezetes Bernauer Straße délkeleti oldalán, a lerombolt házak helyén kialakított halálsáv helye még ma is jobbára üres. A Bernauer Straße és az Ackerstraße sarkánál egy kb. 70 méter hosszú szakaszon a műszaki zárat teljes szélességében megőrizték, illetve visszaépítették, a látogatók megtekinthetik az eredeti helyén álló keleti Hinterlandmauert, a nyugati „fal”-at és a köztük húzódó valamikor határsávot is.
Az utca végén, a Schwedter Straße, az Oderberger Straße az Eberswalder Straße találkozásánál a fal a Bernauer Straßét kettévágva a Schwedter Straßén nyugatra kanyarodott, ellehetetlenítve a Bernauer Straße és az Eberswalder Straße villamosforgalmát. A Kelet-Berlinbe eső Eberswalder Straßén ide érkező villamosok pályáját ezért nagy hurokban visszafordították. Ez a fordulóhurok a fenti forgalmi csomópont közelében jelenleg is megfigyelhető.
A berlini népnyelv falsávnak nevezi az egykori határzóna elhanyagolt, beépítetlen vonalát, ahol még ma is láthatók a betonkerítések és néhol az őrtornyok is. A növényzet az egykor töményen kiszórt gyomirtó szerek miatt lassan regenerálódik. Az egykori 302 őrtoronyból ma még öt látható.[mikor?]
A Mühlenstraße déli oldalán fennmaradt a keleti fal (Hinterlandmauer) 1,3 km hosszú, később festményekkel díszített, East Side Gallery néven ismert szakasza.

## A berlini fal a művészetekben
- Az East Side Gallery a berlini fal megnyitása után a keleti oldali falmaradványokon (a Mühlenstraße melletti 1,3 km hosszú szakaszon) 1990 tavaszán létrehozott nemzetközi graffiti galéria.
- Roger Waters, a Pink Floyd egykori basszusgitárosa 1990-ben a fal helyén, számos neves zenész közreműködésével adta elő a The Wall című koncertjét.
- Az alagút – Der Tunnel, 2001. Rendező: Marcus Vetter
- 1961 – A berlini fal: 2001-es színes, szinkronizált dokumentumfilm 10 percben. Rendezője Vitézy László.
- Berlin – A fal leomlik (Wir Sind Das Volk), 2008-as színes, szinkronizált német film. Rendező: Thomas Berger.

## Érdekességek
- Egy keletnémet kispárt a 2005-ös választásokon a berlini fal újjáépítését tűzte ki céljául.
- Az Asahi TV 1990-ben gyűjtést rendezett Japánban abból a célból, hogy a berlini fal helyét cseresznyefákkal ültessék be. Az összegyűlt egy millió euróból 10 000 cseresznyefát ültettek Brandenburgban és Berlinben.
- A keletnémet Reichsbahn felelt az épülő fal anyagának helyszínre szállításáért. A nyugat-berlini vasúti hálózatot is a Reichsbahn üzemeltette, ezért a falhoz építőanyagot szállító vonatok átjártak Nyugat-Berlinen.
- A berliniek által egyszerűen csak Kacsacsőrnek nevezett kertes terület határvonala furcsa kanyarokat írt le. A háborúban győztes szövetségesek a tömböt egyenlő részekre osztották fel, ahol minden egyes keleti teleknek két nyugati szomszédja volt. A kiskertek művelését a fal felépítése után sem hanyagolták el, de csak az NDK „legmegbízhatóbb” polgárai (többnyire párttagok) lehettek itt tulajdonosok.
- 1988. július 1-jén területcsere zajlott le Kelet- és Nyugat-Berlin között. A fal nyugati oldalán lévő, de az NDK-hoz tartozó ún. Lenné-háromszög addig gyakorlatilag területenkívüliséget élvezett, lakói hajléktalanok és a nyugati törvényekkel szembekerült szélsőbalos aktivisták voltak. A területcsere bekövetkeztekor a nyugati rendőrség azonnal megszállta a területet, amelynek lakói a berlini falon átmászva az NDK-ba menekültek, ahonnan az NDK népi rendőrsége órákon belül visszatoloncolta őket Nyugat-Berlinbe.[19][20]
- Az egyezményeknek megfelelően a nagyhatalmak még a hidegháború legfagyosabb óráiban is járőröket indíthattak egymás területére. A fal felhúzását követően az amerikai katonai egységek tüntetően, napi 12 alkalommal mentek át járőrözni a szovjet szektorba. A szovjet egységek a járőrözés mellett gondoskodtak a brit szektorban, a Tiergartenben álló (a környezetétől szögesdróttal elkerített) szovjet hősi emlékmű folyamatos őrzéséről is.[21][22]
- Nyugat-Berlin körül az NDK-területébe ágyazva, de attól teljesen elszigetelve 10 nyugati exklávé létezett. Ezek közül az egyetlen lakott a Berlin délnyugati részén fekvő Steinstücken nevű falu volt. 1951-ben a szocialista állam megkísérelte a terület elfoglalását, de a lakosság ellenállása miatt ez nem sikerült. Steinstücken egy rés volt a falon, mivel az odavezető utakon csak tankakadályok álltak. A területen különösen gyakoriak voltak a határőrök dezertálásai. A fal felépítésekor a területre vezető utat az NDK teljesen lezárta, ezért az amerikai hadsereg helikopter-leszállót épített és állandó „helyőrséget” hozott létre Steinstücken egyik portáján. A megoldást 1972 őszén egy bonyolult területcsere és alku hozta el, amikor a két állam kiegyezett egy 20 méter széles korridor kijelölésében.[23] A korridort és a települést az NDK ekkor egy külön „steinstückeni fallal” vette körül.
- 1972-ben az NDK és Nyugat-Berlin vezetői megállapodtak, hogy a nyugati szektorok kommunális hulladékát az NDK szeméttelepein rakják le.
- A határsáv megszűnésének egyetlen vesztesei a falak közötti gondozott fűben elszaporodott és szinte háborítatlanul élő nyulak lettek, amik a lebontás után Nyugat-Berlinbe költöztek át. 2009-ben lengyel-német dokumentumfilm[24][25] készült róluk, amelyet a Duna Televízió mutatott be.[26]
- 1961-ben Nyugat-Berlinben kezdték meg Billy Wilder amerikai rendező Egy, kettő, három című filmjének forgatását, melynek egyes jelenetei a Brandenburgi kapunál készültek. A forgatócsoport egy reggelen azzal szembesült, hogy a kapu környékét a fal kezdődő építése miatt éjjel lezárták, a forgatás lehetetlenné vált. A hiányzó jelenetekhez a kaput filmgyári díszletként kellett felépíteni, igen jelentős költségen. A film elején narrációban külön meg is említik az eseményt.